# Vicky Rosti
Virve "Vicky" Rosti, född 10 november 1958 i Helsingfors, är en finländsk schlagersångerska. 
Rosti var tonårsstjärna och skapade sig ett namn som sångare med första singeln "Kun Chicago kuoli" (1975). Sången var en cover på "The Night Chicago Died" (Paper Lace). 
Rosti kom på 17:e plats i Eurovision Song Contest 1987 med låten "Sata salamaa". Sedan 1991 har hon sjungit i gruppen Menneisyyden vangit tillsammans med bl.a. sångaren Freeman (född 1951) och Kari Kuivalainen. Hon bor i Vanda.

## Diskografi

### Album
- Vicky (1975)
- 1-2-3-4-tulta! (1976)
- Vickyshow (1977)
- Tee mulle niin (1978)
- Oon voimissain (1979)
- Sata salamaa (1987)
- Tunnen sen täysillä taas (1992)
- Sydämeen kirjoitettu (2000)
- Vicky Rock Vol. 1 (2007)
- Pitkästä aikaa (2014)

### Samlingar
- Parhaat (1989)
- 20 suosikkia – Kun Chicago kuoli (1995)
- 20 suosikkia – 1-2-3-4-tulta! (2000)
- Oon voimissain – Kaikki parhaat (2004)

### Kända sånger
- "Kun Chicago kuoli"
- "Tuolta saapuu Charlie Brown"
- "Menolippu"
- "Oon voimissain"
- "Soita kelloain"
- "Sata salamaa"
- "Jolene"